# Цифирная школа
Цифирная школа — школа, в системе начального образования в Русском царстве и Российской империи, созданной в начале XVIII века по указу Петра I. 
Например, родоначальницей Нижне-Тагильского индустриального техникума является основанная здесь «цифирная школа», в 1709 году. К 1744 году все цифирные школы были закрыты.

## До 1714 года
Цифирной школой назывался открытый в 1701 году один из двух классов Школы математических и навигацких наук в Москве, в котором учили счёту и началам арифметики (началам счёта). 
В период деятельности Петра Великого в Воронеже там была сделана попытка в 1703 году завести цифирную школу, в которую было набрано 90 человек для обучения грамоте и арифметике. В эту школу из Москвы в 1703 году было выслано «букварей на славянском и на латинском языке 49, азбук 300, псалтырей 130, часословов 100 и арифметик 48». В июле того же года адмиралтеец Апраксин писал Петру I, «в арифметике … из драгунов учатся 90 человек и принялись изрядно, чаем, к августу что нужно докончают, и отдам их по делам».

## Создание школ в 1714—1720 годах
Указом 1714 года «в помощь» духовным школам предписывалось при архиерейских домах и знатнейших монастырях завести цифирные школы, где дети обучались бы арифметике и началам геометрии. Так на писателя Г. Г. Скорнякова-Писарева было возложено заведование школами, открытыми в Пскове, Новгороде, Ярославле, Москве и Вологде.
Для детей духовенства обучение в этих школах было обязательно: не желающим учиться грозила военная служба или податное состояние; юношам, не окончившим курса цифирной школы, даже не должно было даваться разрешение на вступление в брак. В 1715 году обязанность посещения цифирных школ была распространена на людей всех званий.
Практическое создание школ началось с 1715 года, когда с перемещением Школы математических и навигацких наук в Петербург Пётр I распорядился разослать по губерниям по два ученика этой школы, выучивших геометрию и географию для «науки молодых ребяток из всяких чинов людей». Уже в следующем 1716 году было открыто двенадцать школ в разных городах России, а в 1720 — 1722 годах открылись ещё тридцать. Новые школы обучали арифметике и геометрии, отчего и назывались цифирными (а также, изредка, арифметическими).
Целью школ было первоначально подготовка кадров для гражданской службы, и потому их посещение требовалось для детей приказных в возрасте от 10 до 15 лет, но уже в 1719 году в школу должны были ходить «всякого чина дети, кроме однодворцев».
Цифирные школы подчинялись Адмиралтейств-коллегии, так как получали учителей из морской академии.
В начале 1720-х годов в школах обучались свыше 2 000 человек, в том числе:
- 931 человек из духовного сословия
- 402 из солдатских, драгунских, казачьих и пушкарских детей
- 374 из приказных
- 93 посадских
- 53 дворян и детей боярских

С 1721 года стали открываться также епархиальные школы, к 1726 году их было открыто 46, и к концу царствования Петра I почти каждый губернский город имел по две школы: одну светскую и одну духовную.

## Упадок
Российское общество в начале XVIII века не было готово к широкомасштабному начальному образованию. Ситуация усугублялась также как принудительным характером обучения, проистекавшим из правительственного взгляда на учение как на службу государству, добросовестное отбывание которой вознаграждалось жалованьем, а за уклонение взыскивались штрафы, так и грубостью педагогической техники, включавшей битьё батогами, сажание на цепь и дежурство в классе отставного гвардейского солдата с хлыстом для унятия крика и бесчинства. Сословия начали протестовать против новой для них школьной повинности; посадские люди первыми стали просить освободить их от обязательной посылки детей в школы, правительство удовлетворило требование горожан в 1720 году, после челобитной, так описывающей разорение посадских и государства от начального образования:
в помянутыe школы принуждают их высылкою детей их, и держат из них многих в тюрьмах и за караулом, а дети де их от 10 до 15 лет обучаются купечеству и вступают в торговые промыслы и сидят в рядах за товарами, и ныне де многие из них с отцами и с братьями и с свойственниками и с товарищами в отъездах для торгов в дальних городах. А с торговых де промыслов отцы их платят таможенные пошлины и всякие подати и службы служат и ежели де детей их купецких людей повелено будет брать в те школы, то они от торговли и промыслов своих вовсе отстанут и обучиться уже впредь торговому промыслу будет невозможно, а вышеписанной де науке многие из детей их обучаются и сами собою. И чтобы Великий Государь пожаловал их, не велел в выше объявленные школы с посаду детей их имать, дабы оттого в положенных на них податях и сборах таможенных пошлин умаления не было, а им бы оттого в разорении не быть.
Цифирные школы теряли учеников по крайней мере двумя путями:
- в ходе конкуренции с духовными школами был потерян для цифирных школ почти весь контингент детей духовного сословия.
- посадские и купеческие дети были отпущены по требованию отцов, которые хотели обучить детей ремеслу и торговле, а не арифметике.

В результате цифирные школы начали оставаться без учеников и закрываться. После ухода посадских и духовных детей в четырнадцати цифирных школах совсем не осталось учеников; школы пришлось закрыть, а учителя вернулись из провинциальных городов обратно в морскую академию. К 1727 году сохранилось всего 28 школ с 500 учениками, в основном детьми приказных.
Выбывшие ученики на 1727 год распределялись по сословиям следующим образом:
- 572 ученика из посадских и церковных ушли из цифирных школ;
- 322 ученика бежали;
- 302 ученика окончили школу;
- 233 были признаны неспособными к учёбе «идиотами»;
- 93 ушли на государственные должности.

Адмиралтейство в 1726 году попыталось избавиться от цифирных школ, предложив соединить их с архиерейскими, однако Святейший Синод с этим предложением не согласился, отметив в 1727 году: «Передавать ученикам одну арифметику и геометрию без связи с богословским образованием не духовное дело. Поэтому просим оставить цифирные и геометрические школы в светском правлении». Цифирные школы просуществовали до 1744 года, когда последние 8 школ были соединены с основанными в 1730-х годах гарнизонными школами при полках.

## Преемники
Гарнизонные школы при полках были учреждены в 1732 году. Они содержались на полковые средства; учителями были офицеры и унтер-офицеры, учениками должны были быть дети солдат и выслужившихся из нижнего звания офицеров не из дворян. Кроме предметов цифирных школ и военно-прикладных навыков (артиллерия и инженерное дело), преподавалась также солдатская муштра («экзерсиция»). Гарнизонные школы послужили опорой русскому просвещению; даже в первые годы царствования Екатерины II учителей математики можно было получить только из гарнизонных школ.